# Trochosa moluccensis
Trochosa moluccensis is een spinnensoort in de taxonomische indeling van de wolfspinnen (Lycosidae).
Het dier behoort tot het geslacht Trochosa. De wetenschappelijke naam van de soort werd voor het eerst geldig gepubliceerd in 1878 door Tord Tamerlan Teodor Thorell.